# Sciurocheirus alleni
Il galagone di Bioko o galagone scoiattolo (Sciurocheirus alleni (Waterhouse, 1838)) è un primate strepsirrino della famiglia dei Galagidi diffuso in Africa.

## Tassonomia
Sono riconosciute due sottospecie:
- Sciurocheirus alleni alleni (Waterhouse, 1838)
- Sciurocheirus alleni cameronensis (Peters, 1876)

## Distribuzione e habitat
La sottospecie nominale (S. alleni alleni) è endemica dell'isola di Bioko (Guinea equatoriale), mentre la sottospecie S. alleni cameronensis è diffusa in Nigeria e Camerun.
È un abitatore della foresta pluviale primaria, raramente colonizza anche le foreste pluviali secondarie.

## Descrizione

### Dimensioni
Misura circa 35 cm di lunghezza, di cui almeno metà spettano alla coda, per un peso di 300 g.

### Aspetto
Il pelo è folto e di un colore che va dal grigio al bruno nella parte dorsale e grigio o giallastro su quella ventrale, con una sfumatura color ruggine sui fianchi. Attorno agli occhi, che sono molto grandi e possiedono un tapetum lucidum per la visione notturna, sono presenti dei caratteristici disegni neri.

Le orecchie sono grandi e mobili indipendentemente l'una dall'altra, mentre il naso ha un tartufo ricoperto di pelle spessa e di consistenza simile al cuoio.

## Biologia
Si tratta di animali solitari ed arboricoli. I maschi sono molto aggressivi gli uni con gli altri, mentre le femmine sono più tolleranti e si possono trovare anche in gruppetti, che durante il giorno dormono in nidi che esse stesse costruiscono con liane e sterpaglie in gruppi di 2-4 individui: i maschi dormono da soli nel nido, oppure in gruppetti di due o tre che si sciolgono non appena un esemplare comincia a mostrare segni di dominanza.

In un chilometro quadrato si trovano solitamente al massimo 15 individui: ogni individuo marca il territorio (che si estende per 15 ettari nelle femmine, fino a 50 nei maschi) tramite la creazione di latrine nelle zone di confine: molto utilizzata è la tecnica del lavaggio con urina, che consiste nell'urinare sulle zampe e poi percorrere il perimetro del territorio.

Gli esemplari comunicano inoltre con una serie di espressioni facciali, vocalizzazioni e col grooming, utilizzato per rafforzare legami e durante il corteggiamento. Per le operazioni di grooming i galagoni hanno lo speciale pettine dentale formato dagli incisivi inferiori, per pulire il quale hanno delle escrescenze carnose sotto la lingua che formano una sorta di seconda lingua.

### Alimentazione
Questi animali si nutrono soprattutto di frutta, preferendo i frutti caduti (quindi i più maturi), ma non disdegnano di mangiare insetti o piccoli vertebrati quando capita l'occasione.

### Riproduzione
Nel periodo riproduttivo, i maschi entrano in forte competizione per l'accesso al territorio della femmina. A seconda della zona presa in considerazione, si hanno picchi delle nascite in diversi periodi dell'anno: dopo una gestazione di circa 4 mesi, viene dato alla luce un unico cucciolo di piccole dimensioni in rapporto alla taglia dell'adulto. La femmina si allontana dal gruppo per tre settimane in prossimità del parto e dopo di esso, soggiornando in un nido appositamente costruito: le varie femmine di un gruppo possono dividersi le cure dei cuccioli. Il piccolo viene svezzato a un mese e mezzo d'età e raggiunge la maturità sessuale attorno ai 9 mesi.
La speranza di vita di questi animali si aggira attorno ai 12 anni in cattività, mentre in natura rarissimamente superano il decimo anno d'età.